# 日本海スプリント
日本海スプリント（にほんかいすぷりんと）は、金沢競馬場ダート1400mで施行される地方競馬の重賞競走である。

## 概要
2018年に新設された重賞競走である。創設と同時に2017年まで行われていた「名古屋でら馬スプリント」に代わり、地方競馬スーパースプリントシリーズの東海・北陸地区トライアルに指定された。第1回の出走条件はサラブレッド系3歳以上、北陸、東海所属で、その第1回はコースレコード決着（54.3）であった。
2023年は「中日スポーツ杯 日本海スプリント」の名称で行われた。同年をもって地方競馬スーパースプリントシリーズが終了し、2024年より出走条件が金沢所属限定に、施行距離がダート1400mに変更され、習志野きらっとスプリントのトライアルから外れた。
2025年はHITスタリオンシリーズに指定された。副賞対象種牡馬は、インティ。

### 条件・賞金（2025年）
条件
サラブレッド系3歳以上、金沢所属。
負担重量
別定。3歳54kg、4歳以上57kg、牝馬2kg減を基本に、編成馬中最も番組賞金が少ない馬を基準に、2kgを上限に番組賞金700万円毎に1kg負担増となる（3歳馬は一般馬に編入した場合の賞金）。
賞金額
1着300万円、2着96万円、3着48万円、4着36万円、5着30万円、着外6万円。

## 歴代優勝馬
全て金沢競馬場ダートコースで施行。
| 回数  | 施行日        | 距離  | 優勝馬             | 性齢 | 所属   | タイム | 優勝騎手 | 管理調教師 | 馬主                     |
| ----- | ------------- | ----- | ------------------ | ---- | ------ | ------ | -------- | ---------- | ------------------------ |
| 第1回 | 2018年7月1日  | 900m  | ジッテ             | 牡4  | 金沢   | R54.3  | 藤田弘治 | 鈴木長次   | （株）ファーストビジョン |
| 第2回 | 2019年7月9日  | 900m  | エイシンテキサス   | 牡9  | 名古屋 | 54.5   | 加藤聡一 | 坂口義幸   | 太田雅貴                 |
| 第3回 | 2020年7月7日  | 900m  | フェリシアルチア   | 牝6  | 金沢   | R54.2  | 藤田弘治 | 金田一昌   | 浅沼廣幸                 |
| 第4回 | 2021年6月29日 | 900m  | ニュータウンガール | 牝4  | 名古屋 | R53.6  | 岡部誠   | 角田輝也   | （有）新生ファーム       |
| 第5回 | 2022年6月28日 | 900m  | ナムラムツゴロー   | 牡7  | 名古屋 | 54.5   | 細川智史 | 坂口義幸   | 橘勝年                   |
| 第6回 | 2023年6月18日 | 900m  | オヌシナニモノ     | 牡6  | 金沢   | 54.2   | 栗原大河 | 佐藤茂     | ニットー商事（株）       |
| 第7回 | 2024年6月15日 | 1400m | オヌシナニモノ     | 牡7  | 金沢   | 1:28.5 | 吉田晃浩 | 佐藤茂     | ニットー商事（株）       |
| 第8回 | 2025年7月20日 | 1400m | プレシオーソ       | セ8  | 金沢   | 1:27.4 | 加藤翔馬 | 金田一昌   | 伊藤捷一                 |

※Rはコースレコードを示す。

### 競走結果の出典
- 日本海スプリント　歴代優勝馬 - 地方競馬全国協会
- JBISサーチ
  - 2018年、2019年、2020年、2021年、2022年、2023年、2024年、2025年